# Luis del Río y Ramos
Luis del Río i Ramos (* Sevilla, 8 de novembre de 1824 - † ?) fou un polític espanyol, que va ser ministre de Gracia i Justícia durant la I República.

## Biografia
Es llicencià en dret a la Universitat de Sevilla i va obrir un bufet d'advocats. Fou membre de la Milícia Nacional el 1840-1843 i el 1854-1856. Adoptà les idees republicanes pels ensenyaments de Nicolás María Rivero. Fundà el Diario de Sevilla i va donar suport la vicalvarada, motiu pel qual durant el bienni progressista fou nomenat rector de la Universitat de Sevilla.
Fou elegit diputat pel districtes d'Estepa i Sevilla a les eleccions generals espanyoles de 1869 i 1873. De 1893 a 1895 passaria al Senat d'Espanya en representació de la Societat Econòmica de Sevilla.
Va ser ministre de Gracia i Justícia entre el 8 de setembre de 1873 i el 3 de gener de 1874, en un govern presidit per Emilio Castelar.